# Słowacki Kościół Ewangelicki Wyznania Augsburskiego w Serbii

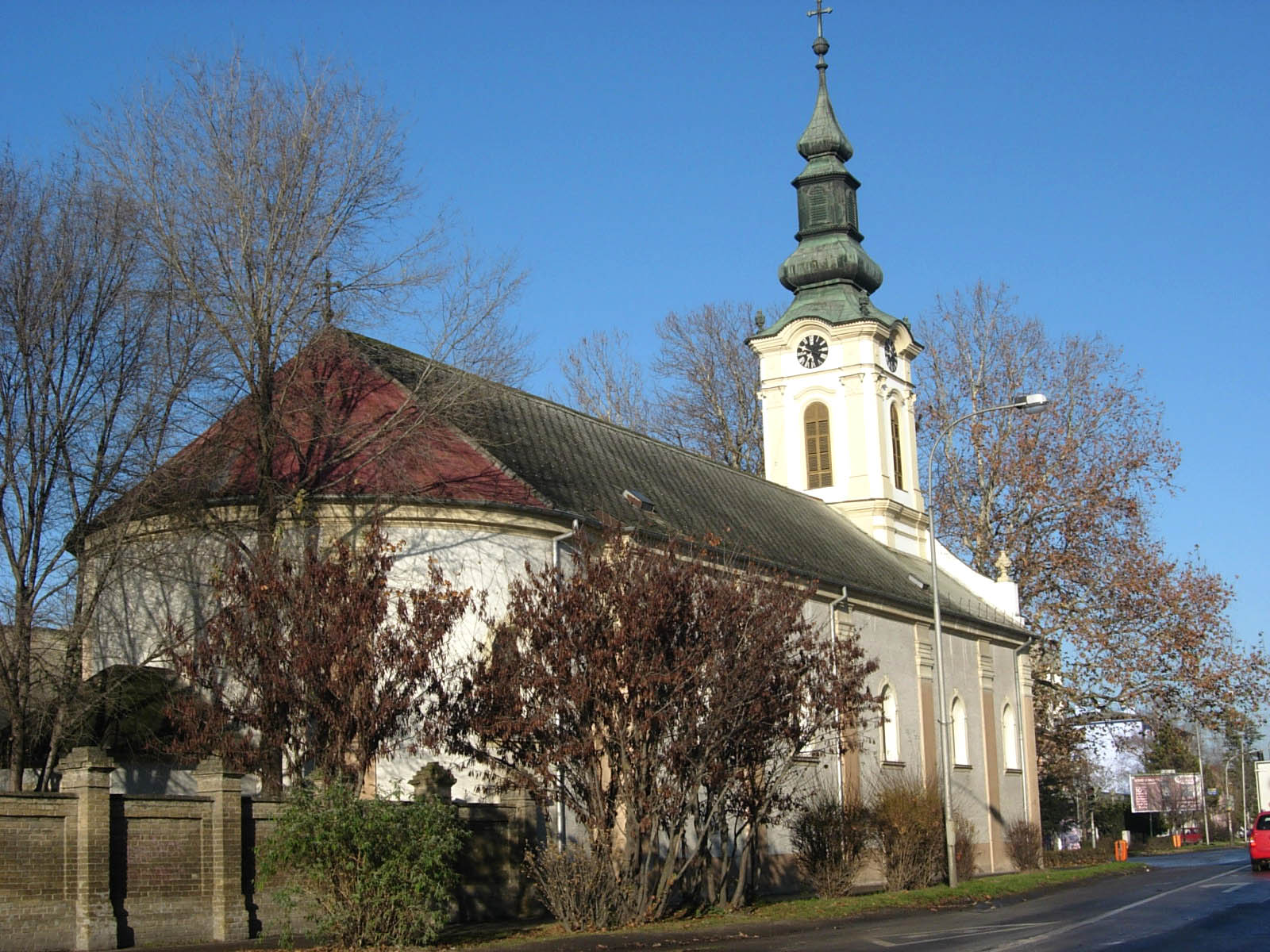
Kościół w mieście Stara Pazova

Słowacki Ewangelicki Augsburskiego Wyznania Kościół w Serbii (słow. Slovenská evanjelická a. v. cirkev v Srbsku, serb. Slovačka evangelička a. v. crkva u Srbiji) – mniejszościowy kościół luterański w Serbii, będący większością w Wojwodinie.
Członkami kościoła są Słowacy, których przodkowie przybyli do Wojwodiny w XVIII wieku. Kościół liczy około 40 tys. wiernych i jest największą wspólnotą protestancką w Wojwodinie. Ma 27 zborów i 3 senioraty (baczski, banacki i sriemski). Przyszli duchowni Kościoła kształcą się na Uniwersytecie Komeńskiego w Bratysławie.